# VelociCoaster
VelociCoaster ist eine Stahlachterbahn von Intamin im US-amerikanischen Island of Adventure (Orlando, Florida). Die im Juni 2021 eröffnete Achterbahn wurde im Stil des Films Jurassic World gestaltet. Angelehnt ist VelociCoaster an den ersten Teil.

## Geschichte

### Aufbau
Universal Orlando beauftragte Intamin mit dem Bau eines neuen Fahrgeschäfts als Ersatz für die inaktive Attraktion „Triceratops Encounter“, die seit fast einem Jahrzehnt geschlossen war. Die Initiative, die in den vom Park eingereichten Genehmigungen als „Projekt 791“ bezeichnet wird, wäre die dritte Zusammenarbeit zwischen beiden Parteien nach Harry Potter and the Escape from Gringotts (2014) und Hagrid's Magical Creatures Motorbike Adventure (2019). Die im Jahr 2018 eingereichten Genehmigungen sahen den Abriss und die Räumung des Triceratops Encounter vor und signalisierten der Öffentlichkeit, dass möglicherweise eine neue Attraktion entstehen könnte. Im Januar 2019 wurden Baumauern errichtet und Projektdokumente wurden online durchgesickert, kurz nachdem sie ein Overhead-Layout eines geplanten Achterbahnprojekts gezeigt hatten.
Im Frühjahr 2019 begannen die Bauarbeiten mit der Entfernung von Triceratops Encounter und der Räumung ungenutzter Flächen im und um das bestehende Discovery Center-Gebäude des Parks auf Hochtouren. Eine Brücke, die die Gebiete The Lost Continent und Jurassic Park verbindet, wurde ebenfalls abgerissen. Im Juni 2019 wurden die ersten Schienenstücke für die Achterbahn geliefert und außerhalb des Geländes gelagert. Im Juli 2019 meldete Universal Parks & Resorts beim US-amerikanischen Patent- und Markenamt eine Marke für den Namen „VelociCoaster“ an, aus dem die Fans schnell folgerten, dass es sich um den Namen der neuen unangekündigten Achterbahn handelte.
Anfang 2020, nach Monaten der Betonfundamentierung und weiterer Vorbereitungen, wurde die umfangreiche Sammlung an Gleisen und Stützen, die sich bereits im Lager befanden, auf die Baustelle geliefert und installiert. Während des ersten COVID-19-Lockdowns wurden die Bauarbeiten vorübergehend unterbrochen und später zügig wieder aufgenommen. Ein Großteil der Bauarbeiten war abgeschlossen, als das Universal Orlando Resort im Juni 2020 zur Wiedereröffnung freigegeben wurde, was die uneingeschränkte Aufmerksamkeit von Parkgästen und lokalen Medien auf sich zog. Das 155 Fuß (47 m) hohe Zylinderelement, der höchste Punkt des Fahrgeschäfts, wurde im darauffolgenden Monat aufgestockt und fertiggestellt.

### Ankündigung und weitere Vorbereitungen
Universal weigerte sich ursprünglich zuzugeben, dass es sich um den Bau einer Achterbahn handelte, selbst nachdem diese bereits fertiggestellt war. Am 28. September 2020 kündigte Universal die neue Achterbahn offiziell als Jurassic World VelociCoaster an und bezeichnete sie als „neue Art von Achterbahn“ und als höchster und schnellster Launch Coaster in Florida. Es wurde bestätigt, dass sie einen 30 m langen Zero-G-Stall und einen abschließenden Barrel Roll über der Lagune beinhaltet.
Universal veröffentlichte vor der geplanten Eröffnung der Achterbahn im Jahr 2021 weitere Informationen zu VelociCoaster. Im Dezember 2020 wurden Nahaufnahmen der Züge veröffentlicht; erste Tests fanden statt, ab Januar 2021 auch bemannt. Kurz darauf wurden weitere Details zu den Spezifikationen der neuen Achterbahn veröffentlicht, darunter das Gefälle von 43 m in einem 80-Grad-Winkel und die Verwendung einer Schoßstange anstelle einer Über-Schulter-Rückhaltevorrichtung. Der erste Start beschleunigt die Gäste in 2 Sekunden von 0 auf 80 km/h, und der zweite sorgt für einen Beschleunigungsschub von 64 auf 113 km/h in 2,4 Sekunden.
Bauzäune rund um das Baugebiet wurden Ende Februar 2021 abgerissen, um den Parkgästen eine bessere Sicht auf die neue Achterbahn zu ermöglichen. Im April 2021 wurde der offizielle Eröffnungstermin des VelociCoaster bekanntgegeben. Am 7. Mai 2021 fand ein Soft Opening für Presse und Enthusiasten statt. Am 28. Mai wurde ein offizielles Video aus der Perspektive der Fahrgäste veröffentlicht. Die Attraktion wurde am 10. Juni 2021 offiziell eröffnet, wobei die Gäste bis zu vier Stunden in der Warteschlange standen. Bei ihrer Eröffnung wurde sie zur schnellsten Achterbahn aller Universal Parks und schlug The Incredible Hulk Coaster (1999).

## Fahrt

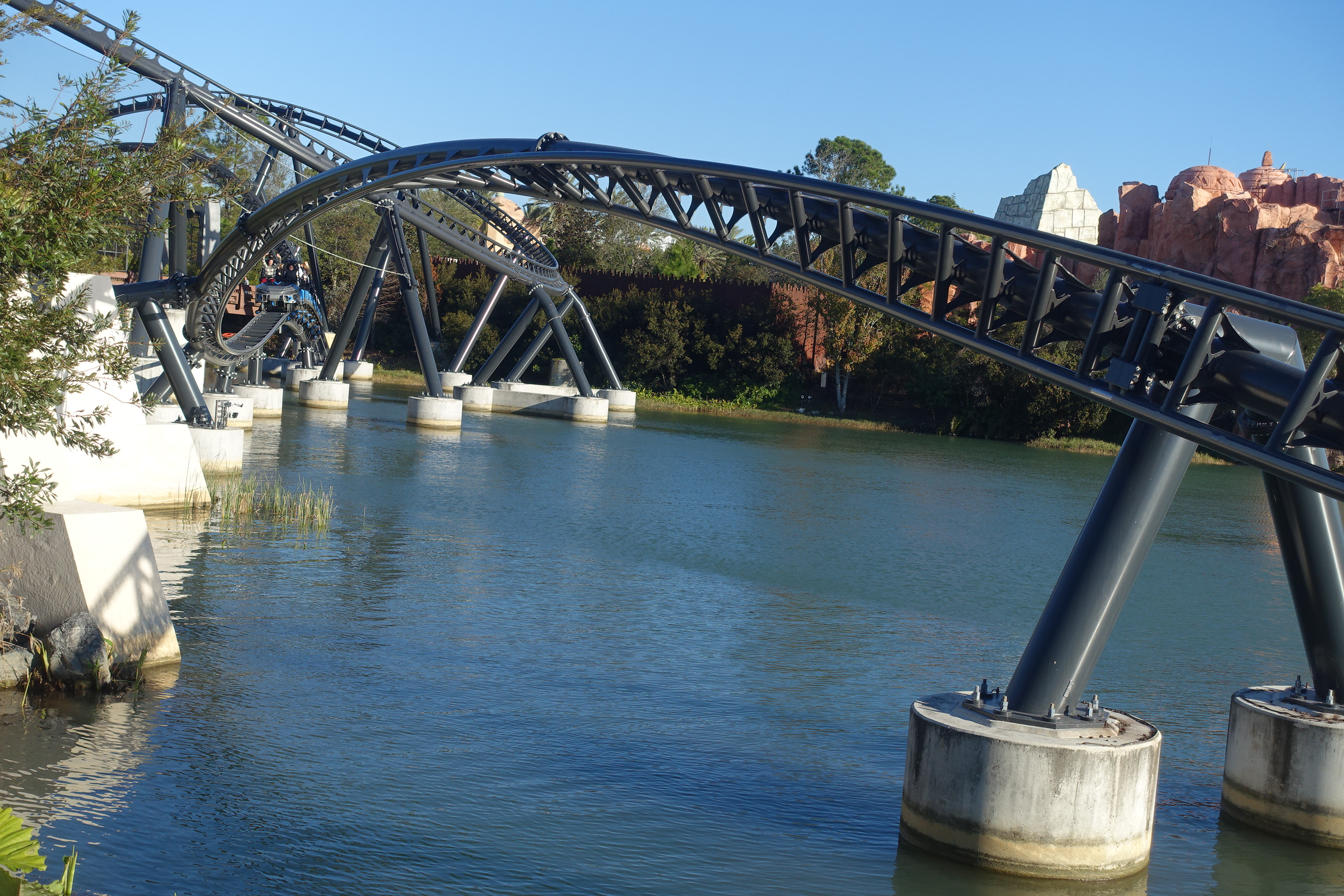
Mosasaurus Roll

Der Einsteigebereich befindet sich westlich der Warteschlange. Nach dem Verlassen der Station macht die Fahrt eine S-Kurve in die Pre-Launch-Sequenz, in der Owen die Fahrer ein letztes Mal warnt. Auf beiden Seiten der Strecke sind vier Velociraptoren in ihren Käfigen zu sehen; Blue und Delta sind links eingesperrt, Echo und Charlie rechts. Die Booster werden eingeschaltet, während die Velociraptoren scheinbar entkommen, und die Fahrer werden in 2 Sekunden von 0 auf 80 km/h beschleunigt. Unmittelbar nach der Startstrecke durchläuft der Zug eine Immelmann-Schleife und taucht durch eine Tauchschleife ab und wieder auf. Komplizierte Felsen und Laubwerk umgeben die Gleise. Der Zug dreht sich nach links, taucht unter sich selbst ab und kehrt nach rechts zurück, wo sich die Kamera befindet. Der Zug fährt durch eine überhöhte Kurve und steigt auf einen außeraxialen Airtime-Hügel an, um eine Wende zu erreichen, die durch die Felsformationen ansteigt. Darauf folgt eine S-Kurve nach unten, in der der Zug an Blue und Charlie vorbeifährt, zwei der vier Velociraptoren, die auf der Fahrt zu sehen sind.
Der Zug durchläuft eine weitere Überhöhungskurve und gelangt in eine scharfe S-Kurve, vorbei an Delta und Echo. Nach einem langsamen, nach außen geneigten Hügel biegt die Fahrt nach rechts ab und gelangt in einen Tunnel und zum zweiten Start, der die Wagen in 2,4 Sekunden auf 110 km/h beschleunigt. Der Start schickt den Zug in einen steilen Anstieg bis zu seinem höchsten Punkt, einem 47 m hohen Zylinder. Anschließend stürzt der Zug in einem 80-Grad-Winkel 43 m in die Tiefe, er dreht sich nach rechts und anschließend nach links, um den 30 m langen Zero-g-Stall zu vollenden. Es folgt eine Steigung, die den Zug in eine 125-Grad-Kurve mit überhöhter Schräglage führt, die zu einem überhöhten Airtime-Hügel, einer 133-Grad-Kurve mit überhöhter Schräglage und einem Geschwindigkeitshügel führt. Anschließend erreichen die Fahrer das charakteristische Element der Achterbahn, eine Herzlinienrolle namens „Mosasaurus Roll“, die die Fahrer mit einer Geschwindigkeit von 85 km/h über Wasser dreht. Ein außeraxialer Airtime-Hügel ist das letzte Element, bevor der Zug die Bremse erreicht.

## Rezeption
Golden Ticket Award
| Jahr        | 2021 | 2022 | 2023 |
| ----------- | ---- | ---- | ---- |
| Platzierung | 18   | 5    | 3    |